# Ода Дітріхівна
Ода Дітріхівна (пол. Oda Dytrykówna (близько 955 / 960- 1023, Кведлінбург, Саксонія) — друга дружина Мешко I, польського князя з династії П'ястів.
Ода фон Хальденслебен була старшою дочкою графа Дітріха (Теодоріха) фон Хальденслебен, маркграфа Північної марки, і його дружини, дочки графа Лотара I фон Вальбек.
Виховання отримала в монастирі св. Лаврентія в саксонському місті Кальбе, недалеко від Магдебурга.
У 978—980 роках відбулося весілля Мешко I та Оди. Їх шлюб зустрів засудження єпископа та інших високопоставлених осіб церкви, хоча укладення цього союзу принесло безсумнівну вигоду, так як вплинуло на збільшення числа послідовників християнства в Польщі і сприяло обопільному звільненню полонених.

## Діти
Від шлюбу Мешко I з Одою Дітріхівною народилися:
- Мешко (пом. після 992 р)
- Святополк (пом. до травня 992 р)
- Лямберт (пом. після 992 р)

Вважається, що Ода після смерті чоловіка, короля Польщі, прагнула позбавити свого пасинка Болеслава престолу. Під її впливом, як зазначено в Dagome Iudex, був складений договір дарування країни Папі Римському Іоанну XV.
Боротьба за престол після смерті Мешко I в 992 році тривала протягом декількох тижнів. Історики вважають, що Мешко I міг призначити Оду регентшею. Однак, є припущення, що боротьба за престол закінчилася тільки в 995 році, коли Оду Дітріхівну разом з синами Болеслав I Хоробрий вигнав з Польщі.
Після повернення до Німеччини вона пішла в монастир в Кведлінбурзі, де і померла в 1023 році.